# Gimnasia en Chile

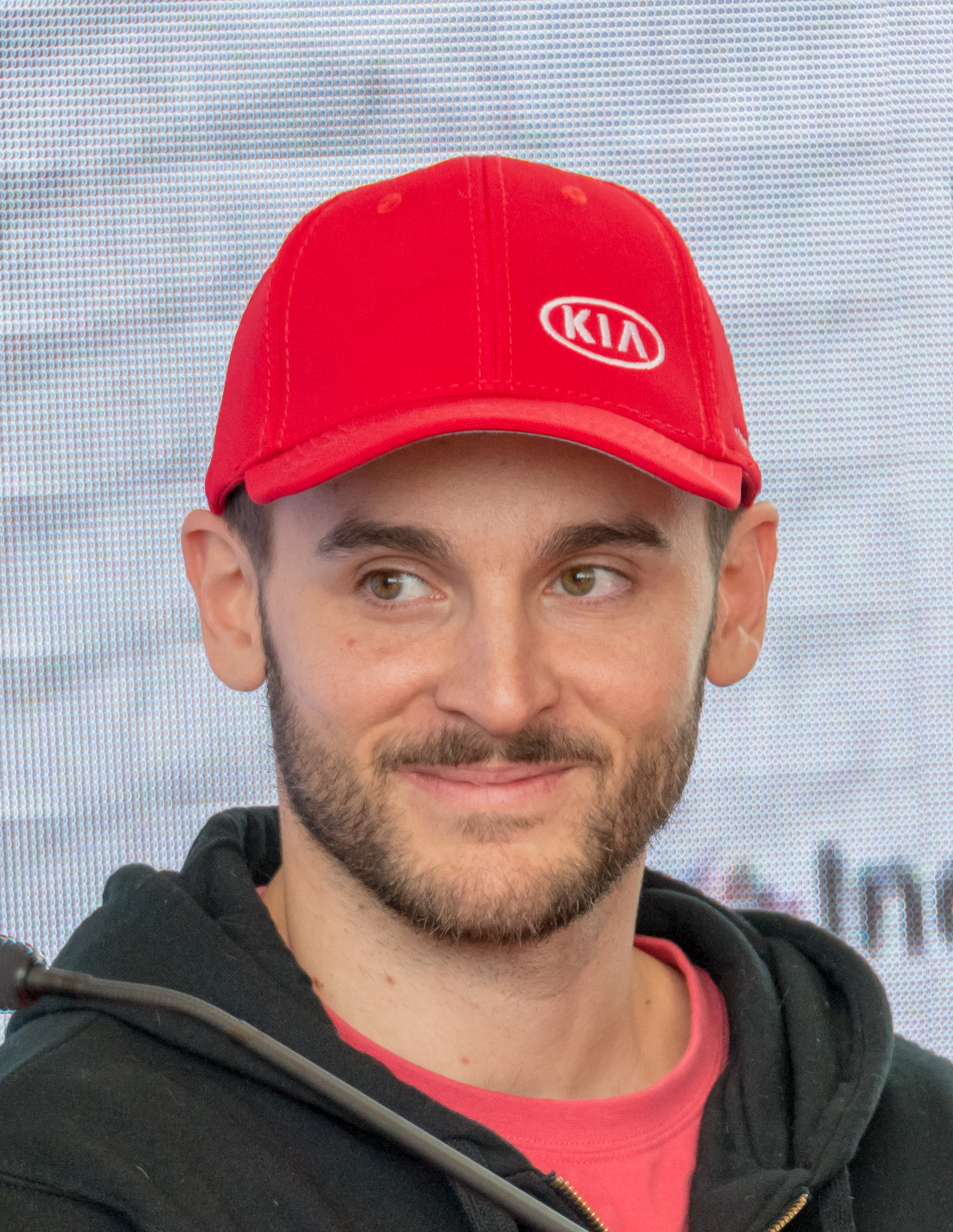
Tomás González.

La organización de la gimnasia en Chile está a cargo de la Federación Deportiva Nacional de Gimnasia de Chile, fundada en 1954 por el profesor checo de educación física Benedicto Kocián y afiliada a la Federación Internacional. El gimnasta de élite mundial ha sido Tomás González, quien registró el salto «González» en los ejercicios de suelo en el Campeonato Mundial de Gimnasia Artística de 2003 y ha ganado tres diplomas olímpicos, así como las seis medallas del país en los Juegos Panamericanos —una de oro, tres de plata y dos de bronce—. Han destacado también en la disciplina artística: Felipe Piña, Bárbara Achondo, Makarena Pinto, Simona Castro y Joaquín Álvarez —quien registró el salto «Álvarez» en las barras paralelas en 2024—. La Serena fue una sede de la categoría A de la Copa del Mundo en 2004.